# 열발광 연대측정

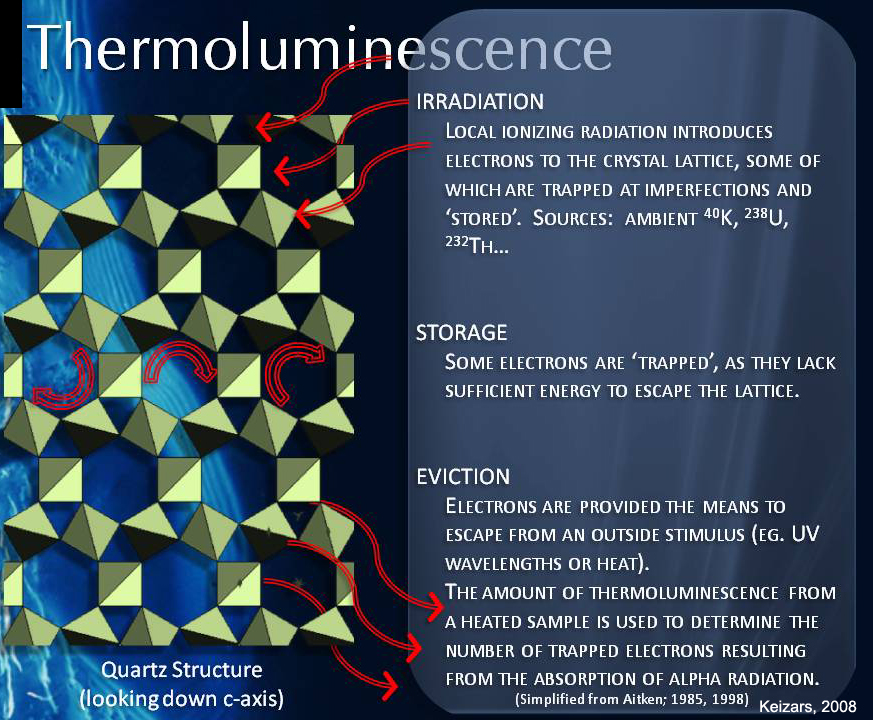
그림 1: 아이트켄(1985, 1998)에 의해 요약되고 석영 알갱이에 적용된 열발광의 세 단계(Keizars, 2008b)

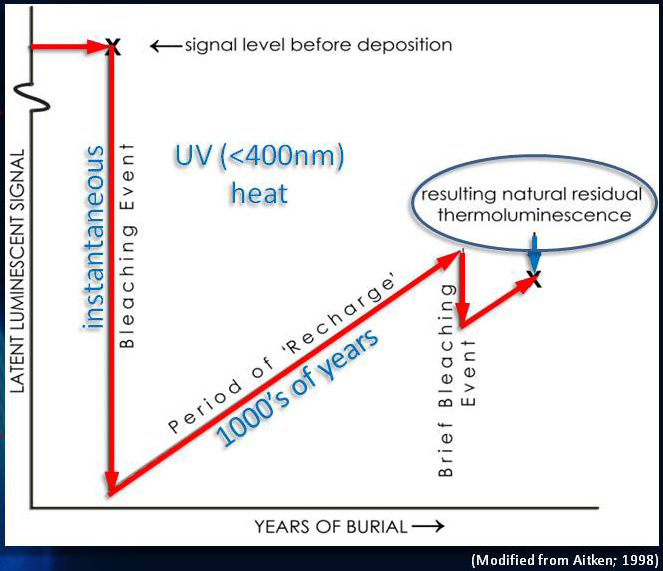
그림 2: 해변 모래에 적용되는 열발광 신호의 충전 및 방전 과정입니다. (Aitken, 1998; Keizars, 2008a에서 수정됨)

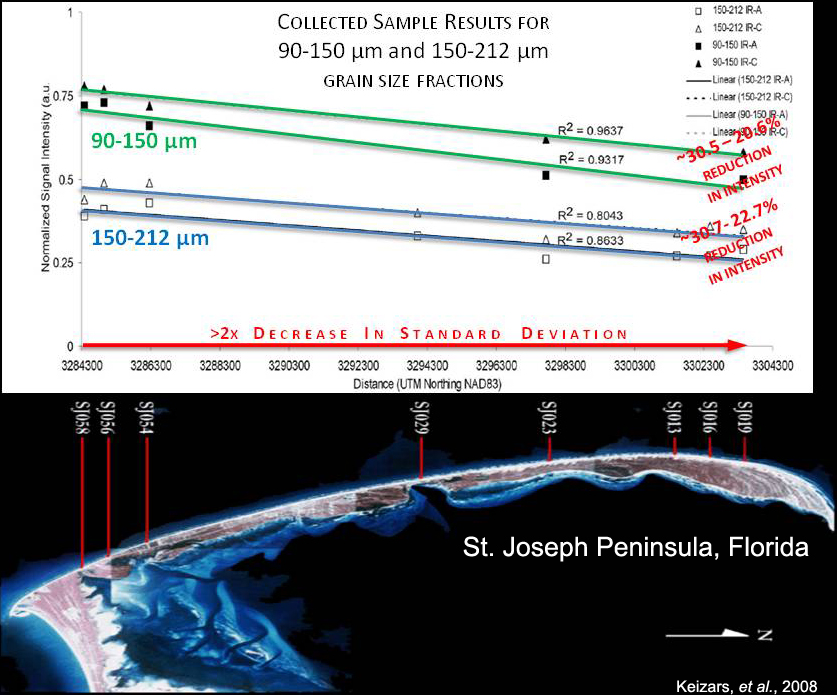
그림 3: 두 개의 모래 입자 크기를 이동하는 동안 열발광 시그니처가 손실됨(Keizars, 2008)

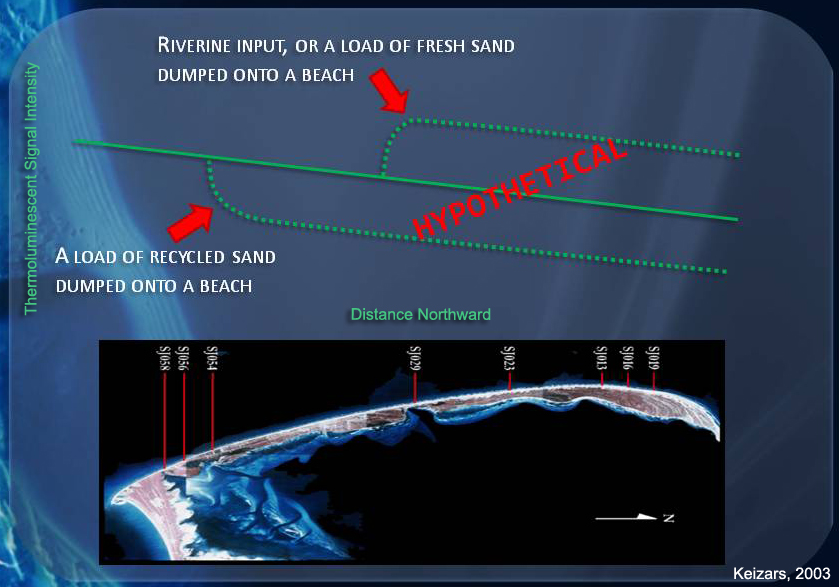
그림 4: 모래 입력을 수동적으로 모니터링하는 방법을 보여 주는 방법(Keizars, 2003).

열발광 연대측정(Thermoluminescence dating, TL 연대측정)은 누적 방사선량을 측정하여 결정질 광물을 포함하는 물질이 가열되거나 (용암, 도자기) 햇빛에 노출된 이후 경과된 시간(침전물)을 측정하는 것이다. 측정 중에 결정질 물질이 가열되면 열발광 과정이 시작된다. 열발광은 물질이 흡수한 방사선량에 비례하는 약한 빛 신호를 방출한다. 일종의 발광 연대측정법이다.
이 기술은 광범위하게 적용되며, 개체당 US$300–700로 비교적 저렴하다. 이상적으로는 많은 샘플이 테스트 된다. 침전물은 현재까지 더 비싸다. 상대적으로 상당한 양의 샘플 재료의 파괴가 필요하며, 이는 미술품의 경우 한계가 될 수 있다. 가열은 대부분의 도자기를 덮는 500°C 이상의 물체를 가져갔음에 틀림없지만, 매우 높은 불에 구운 도자기는 다른 어려움을 낳는다. 그것은 종종 불로 가열된 돌과 잘 작동한다. 실랍법으로 만든 청동 조각의 점토 코어도 테스트할 수 있다.
다양한 재료는 여러 요인에 따라 기술에 대한 적합성이 상당히 다르다. 예를 들어 엑스레이를 찍은 경우 후속 조사는 정확도에 영향을 미칠 수 있으며, 묻힌 물체가 주변 토양에서 받는 “연간 선량”도 마찬가지이다. 이상적으로 이것은 장기간에 걸쳐 정확한 발견 지점에서 이루어진 측정에 의해 평가된다. 미술품의 경우 작품이 대체로 고대인지 현대인지(즉, 진품인지 모조품인지) 확인하는 것으로 충분할 수 있으며, 정확한 날짜를 추정할 수 없는 경우에도 가능하다.

## 기능
천연 결정질 재료는 불순물 이온, 응력 전위 및 결정격자의 원자를 함께 유지하는 전기장의 규칙성을 방해하는 기타 현상과 같은 결함을 포함한다. 이러한 불완전성은 결정질 물질의 전위에서 국부적인 혹과 강하를 초래한다. 딥(소위 “전자트랩”)이 있는 경우 자유 전자가 끌어당겨 트랩될 수 있다.
우주 방사선과 자연 방사선 모두에서 나오는 이온화 방사선의 플럭스는 결정격자의 원자에서 자유롭게 이동할 수 있는 전도띠로 전자를 활성화시킨다. 대부분의 활성화된 전자는 곧 격자 이온과 재결합하지만, 일부는 포획되어 복사 에너지의 일부를 포획된 전하의 형태로 저장한다.(그림 1)
일부 트랩은 수십만 년 동안 전하를 저장할 수 있을 만큼 충분히 깊기 때문에 트랩의 깊이(전자를 방출하는 데 필요한 에너지)에 따라 트랩된 전자의 저장 시간이 달라진다.

## 실용적 이용
역사적 또는 고고학적 유적지에서 샘플을 테스트하는 또 다른 중요한 기술은 열발광 테스트로 알려진 프로세스이다. 이 테스트에는 모든 물체가 환경의 방사선을 흡수한다는 원리가 포함된다. 이 프로세스는 항목 내에 남아 있는 원소 또는 광물 내의 전자를 해제한다. 열발광 테스트는 샘플이 일종의 빛을 방출할 때까지 샘플을 가열하는 것을 포함한다. 그런 다음 해당 항목이 마지막으로 가열된 시간을 결정하기 위해 측정된다.
열발광 연대 측정에서 이러한 장기 트랩은 물질의 나이를 결정하는 데 사용된다. 조사된 결정질 물질이 다시 가열되거나 강한 빛에 노출되면 갇힌 전자에 탈출하기에 충분한 에너지가 제공된다. 격자 이온과 재결합하는 과정에서 에너지를 잃고 실험실에서 감지할 수 있는 광자를 방출한다.
생성된 빛의 양은 방출된 갇힌 전자의 수에 비례하며, 이는 축적된 방사선량에 비례한다. 신호(열발광 - 물질이 가열될 때 생성되는 빛)를 신호를 유발한 방사선량과 연관시키려면 트랩의 밀도가 매우 가변적이기 때문에 알려진 방사선량으로 물질을 보정해야 한다.
열발광 연대측정은 물질의 역사에서 가열(도기 또는 용암의 경우) 또는 햇빛에 대한 노출(퇴적물의 경우)과 같은 "영점화(zeroing)" 사건을 전제로 하여 기존에 갇힌 전자를 제거한다. 따라서 그 지점에서 열발광 신호는 0이다.
시간이 지남에 따라 재료 주변의 이온화 방사선 필드로 인해 갇힌 전자가 축적된다.(그림 2) 실험실에서 축적된 방사선량을 측정할 수 있지만, 이것만으로는 영점화 사건 이후의 시간을 결정하기에는 충분하지 않다.
방사 선량률 - 연간 누적 선량-먼저 결정해야 한다. 이것은 일반적으로 샘플 재료의 알파 방사능 (우라늄 및 토륨 함량) 및 칼륨 함량(K-40은 베타 및 감마 방출체임)을 측정하여 수행된다.
종종 시료 물질의 위치에서 감마 방사선장이 측정되거나 시료 환경의 알파 방사능과 칼륨 함량으로부터 계산될 수 있으며, 우주선 선량이 추가된다. 일단 방사선장의 모든 구성 요소가 결정되면, 열발광 측정에서 누적된 선량은 영점 이벤트 이후 년을 얻기 위해 매년 누적되는 선량으로 나뉜다.

## 방사성탄소 연대측정과의 관계
열발광 연대측정은 퇴적물과 같이 방사성 탄소 연대 측정이 불가능한 물질에 사용된다. 그 사용은 이제 마지막 소성의 대략적인 날짜를 알려주는 오래된 도자기의 인증에 일반적이다. 이에 대한 예는 Rink and Bartoll, 2005에서 볼 수 있다.
열발광 연대측정은 Keizars, et al.에 의해 수동 모래 이동 분석 도구로 사용하기 위해 수정되었다. 2008 (그림 3), 고운 모래를 사용하여 굶주린 해변의 부적절한 보충으로 인한 직접적인 결과를 보여주고, 모래 보충을 관리하고, 해안선을 따라 강변 또는 기타 모래 유입을 관찰하는 수동적 방법을 제공한다.(그림 4)

일반적인 석영 TL 곡선은 일상적인 TL 연대 측정 시 UV 필터로 측정된다.

## 다른 발광 연대 측정법과의 관계
광학 자극 발광 연대측정은 가열을 강한 빛에 노출시키는 것으로 대체하는 관련 측정 방법이다. 샘플 재료는 녹색 또는 청색광(석영의 경우) 또는 적외선(칼륨 장석의 경우)의 매우 밝은 광원으로 조명된다. 시료에서 방출되는 자외선을 감지하여 측정한다.

## 같이 보기
- 지질연대학
- 발광 연대측정